# Izalzu/Itzaltzu
Izalzu/Itzaltzu är en kommun i Spanien.   Den ligger i provinsen Provincia de Navarra och regionen Navarra, i den nordöstra delen av landet, 400 km nordost om huvudstaden Madrid.